# Fabriciana parvialpiummixta
Fabriciana parvialpiummixta är en fjärilsart som beskrevs av Ruggero Verity 1950. Fabriciana parvialpiummixta ingår i släktet Fabriciana och familjen praktfjärilar. Inga underarter finns listade i Catalogue of Life.